# Mihály Lenhossék

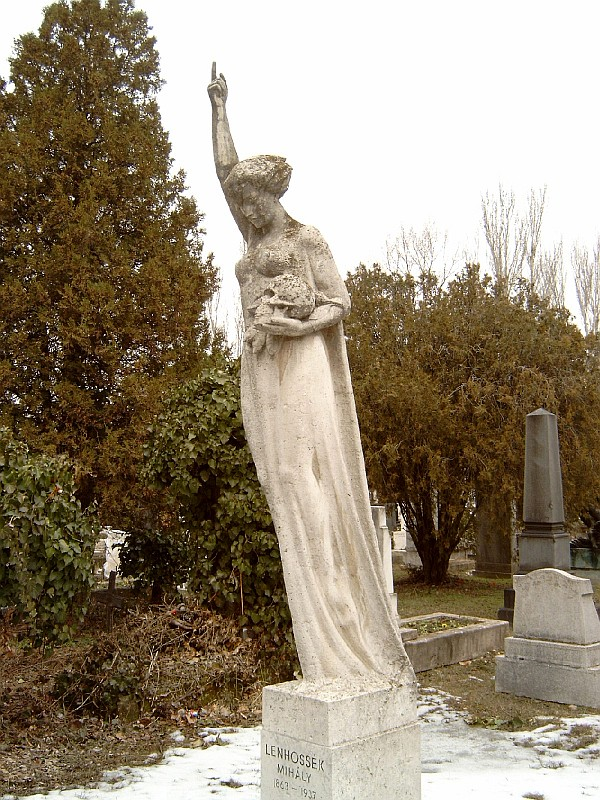
Nagrobek Lenhosséka na Cmentarzu Kerepesi w Budapeszcie, autorem rzeźby był Fülöp Elemér

Mihály Lenhossék (ur. 28 sierpnia 1863 w Budapeszcie, zm. 26 stycznia 1937 w Budapeszcie) – węgierski lekarz, anatom, histolog. 

## Życiorys
Urodził się w 1863 roku jako syn węgierskiego lekarza i anatoma Józsefa Lenhosséka (1818–1888). Jego siostrzeńcem był Albert Szent-Györgyi (1893–1986). Studiował w Budapeszcie, studia ukończył w 1886 roku. Następnie był asystentem w Instytucie Anatomicznym prowadzonym przez ojca. W 1888 roku habilitował się, w roku 1889 został prosektorem na Uniwersytecie w Bazylei. Od 1891 roku profesor nadzwyczajny anatomii. Od 1893 roku jako prosektor u Köllikera w Würzburgu, a po 1896 roku w Tybindze u Froriepa. Po 1900 roku profesor na Uniwersytecie w Budapeszcie. Zajmował się głównie teorią neuronalną i neuroanatomią. W latach 1905–1922 redaktor naczelny czasopisma lekarskiego „Orvosi Hetilap”. Zmarł w 1937 roku, wspomnienie o nim napisał Károly Schaffer.
W 1893 roku wprowadził do neurohistologii termin „astrocyt”. Dawniej na określenie krótkich wypustek na komórkach zwojowych używano eponimicznego określenia wypustek Lenhosséka.

## Wybrane prace
- Untersuchungen über die Spinalganglien des Frosches[5]. (1885)
- Untersuchungen über die Entwickelung der Markscheiden und den Faserverlauf im Rückenmark der Maus[6]. (1889)
- Ueber den Verlauf der Hinterwurzeln im Rückenmark[7]. (1889)
- Die Nervenendigungen in den Maculae und Cristae Acusticae[8]. (1893)
- Der feinere Bau des Nervensystems im Lichte neuester Forschungen][9] (1893)
- Centrosom und Sphäre in den Spinalganglienzellen des Frosches[10]. (1895)
- Histologische Untersuchungen am Sehlappen der Cephalopoden[11]. (1896)
- Untersuchungen über Spermatogenese[12]. (1897)
- Zur Kenntnis der Spinalganglienzellen[13]. (1906)
- Das Ganglion ciliare der Vögel[14]. (1911)
- Die Entwicklung und Bedeutung der Zonulafasern, nach Untersuchungen am Hühnchen[15]. (1911)
- Das Ciliarganglion der Reptilien[16]. (1912)